# Каррамиты
Каррамиты (араб. الكرامية‎) — исламская богословская школа. Основатель — Абу Абдуллах Мухаммад ибн аль-Каррам (806—869 гг.).

## История
Мухаммад ибн аль-Каррам родился в Сиджистане. Он обучался в Хорасане и Мекке. Возвращаясь из Мекки основал обители в Иерусалиме, а затем в Палестине и Хорасане. По этой причине у каррамитов было много последователей, распавшиеся впоследствии на несколько школ (абидия, хака’икия, мухаджирия, исхакия и др.).
В X веке каррамиты обрели поддержку у династии Газневидов. Постепенно их влияние уменьшилось, а с нашествием монголов их существование и вовсе прекратилось.

## Учение
Каррамиты считали Бога субстанцией, а Его акциденцией предметы материального мира. Бога они характеризовали как тело (джисм). Они учили, что Божественные атрибуты знания, могущества, жизни и воли (маши’а) — извечны, признавая также атрибут воления, желания (ирада). В вопросе свободы воли, каррамиты объявляли Бога творцом всего, но в то же время приписывали человеку некоторую волю в своих действиях. Каррамиты выдвигали идеи, согласно которым Бог объемлет мир и ни одно из его творений не подчинены его предопределению.
Подобно мутазилитами, каррамиты говорили о том, что человеческий разум способен самостоятельно различать добро от зла. Истинность пророческой миссии определяется не чудесами (муджаза), а доводами, согласующимися с разумом. Подобно мурджиитам, каррамиты различали веру (иман) и деяния ('амал). Они утверждали, что вера — это только словесное признание человеком Аллаха и оно не связано с деяниями. По этой причине правоверным мусульманином считается всякий, кто произнес формулу шахаду.